# 카페 소사이어티
《카페 소사이어티》(Café Society)는 우디 앨런이 감독을 맡은 2016년에 개봉한 미국의 로맨틱 코미디 드라마 영화이다. 지니 베를린, 스티브 커렐, 제시 아이젠버그, 블레이크 라이블리, 파커 포지, 크리스틴 스튜어트, 코리 스톨, 켄 스톳등이 출연했다. 줄거리는 권력있고 재능있는 에이전트인 삼촌과 함께 그의 비서와 사랑에 빠지게 되는 1930년대 할리우드로 간 젊은 청년의 내용을 담고 있다.
2016년 칸 영화제 개막작으로 선정됐다.

## 줄거리
1930년대, 뉴욕에 살던 유대인 청년 바비 도프먼은 할리우드로 가기로 결심한다. 보석상인 아버지의 일을 물려받고 싶지도 않고, 마피아 보스인 형의 일을 돕고 싶지도 않았기 때문이다. 할리우드에는 유력 영화 배우 에이전시의 대표인 삼촌 필 스턴이 있었다. 필은 처음에 조카를 그리 달갑잖게 여겼지만 바비의 꾸준한 방문 끝에 그를 잡일꾼으로 고용한다. 필은 바비에게 자기 비서인 보니를 소개해주고 업무를 돕도록 한다. 본명이 베로니카 시빌인 보니는 바비를 데리고 할리우드 곳곳을 돌아다닌다. 보니는 할리우드에서 일하면서도 그곳 사람들의 속물적인 면모를 혐오했다. 바비는 빼어난 미모와 여느 여자와는 다른 시각을 가진 보니에게 푹 빠져 버린다. 보니도 바비에게 호감을 가지지만, 남자친구가 있다며 바비의 구애를 거절한다.
사실 보니의 남자친구는 바로 필 스턴이었다. 필은 가정이 있었지만 비서인 보니에게 반해서, 아내와 이혼하고 보니와 결혼할 참이었다. 남몰래 연애한 지 1주년이 되던 날 필은 보니에게 루돌프 발렌티노 사인이 들어간 엽서를 선물로 주면서, 결국 아내에 대한 죄책감 때문에 이혼은 못하겠다고 고백한다. 그날 보니는 바비의 집을 찾아와 남자친구와 헤어졌음을 울면서 이야기한다. 바비는 그녀를 위로해주면서도 기뻐한다. 두 사람은 이윽고 연인이 된다.
바비가 보니와 연애하며 함께 뉴욕에서 결혼 생활을 계획하고 있던 차에, 계속해서 보니와 현 아내 사이에 갈등을 겪고 있던 필이 바비를 부른다. 삼촌의 고민 상담을 해주면서 바비는 보니와 연애중인 사실을 이야기해 버린다. 필은 아내와 이혼하고 보니에게 다시 결혼을 하자고 부탁한다. 한편, 바비 또한 발렌티노 엽서를 발견하고 필의 내연녀가 보니였음을 알게 된다. 바비가 보니를 찾아가 직접적으로 묻는다. 보니는 필과의 결혼을 선택한다.
바비는 크게 상심한 채로 뉴욕의 본가에 돌아온 뒤, 마피아 보스인 형 벤이 소유한 고급 나이트클럽에서 종업원으로 일하기 시작한다. 바비가 특유의 수완과 할리우드 시절의 인맥을 발휘하여 클럽이 크게 성장하고, 영화인들과 갱단은 물론 정재계 유력자들이 오가는 호화로운 장소가 된다. 클럽에서 바비는 이혼녀인 베로니카 헤이스를 만난다. 마침 보니와 같은 이름을 갖고 있던 그녀와 바비는 사귀게 되고, 결혼하여 딸도 가진다.
베로니카가 주부가 되어 가정에 충실하게 될 무렵 필과 보니 부부가 클럽을 찾아온다. 보니는 그녀가 비판했던 할리우드 속물들과 같은 사람이 되어 있었다. 바비는 처음에 보니를 피하려고 했지만 보니가 먼저 그에게 다가온다. 두 사람은 처음 만났을 때처럼 뉴욕 곳곳을 돌아다니고, 필이 없는 사이 같이 유흥을 즐기며 밤을 보낸다. 새벽녘 센트럴파크에서 키스하지만 그 이상 나아가지는 않기로 약속한다.
한편 바비의 형 벤은 그간의 범죄 행위로 인해 체포되어 재판을 받고, 전기의자형을 언도받는다. 형이 사형당한 후 바비가 클럽 지배인이 되고, 갱단과 엮였다는 사실은 클럽을 더욱 유명하게 만든다. 사업 확장을 위해 할리우드로 출장을 간 바비는 보니와 재회한다. 같이 점심 식사를 하면서, 보니는 필과 같이 뉴욕을 방문하게 되었다는 소식을 전한다. 하지만 둘은 서로 만나지 않는 게 좋겠다고 결정한다. 몇 달 뒤 새해 맞이 파티에서, 바비와 보니는 각자 뉴욕과 할리우드의 파티장에서 서로를 떠올리며 생각에 잠긴다.

## 출연
- 제시 아이젠버그 - 로버트 "바비" 도프먼 역
- 크리스틴 스튜어트 - 베로니카 "보니" 시빌 역
- 스티브 커렐 - 필 스턴 역
- 블레이크 라이블리 - 베로니카 헤이스 역
- 파커 포지 - 래드 테일러 역
- 코리 스톨 - 벤 도프먼 역
- 지니 베를린 - 로즈 도프먼 역
- 켄 스톳 - 마티 도프먼 역
- 애나 캠프 - 캔디 역
- 폴 슈나이더 - 스티브 역
- 셰릴 리 - 캐런 스턴 역
- 토니 시리코 - 비토 역
- 스티븐 컹큰 - 레너드 역
- 사리 레닉 - 이블린 도프먼 역
- 맥스 애들러 - 월트 역
- 돈 스타크 - 솔 역
- 그레그 빙클리 - 마이크 역
- 우디 앨런 - 해설 (목소리)

## 제작
영화는 1800만 달러의 예산으로 시작했으나, 촬영 종료시에는 우디 앨런의 감독 생활 중 가장 비용이 많이 든 3천만 달러에 이르렀다.